# Когне-Сара (Сіяхкаль)
Когне-Сара (перс. كهنه سرا) — село в Ірані, у дегестані Тутакі, у Центральному бахші, шагрестані Сіяхкаль остану Ґілян. За даними перепису 2006 року, його населення становило 120 осіб, що проживали у складі 33 сімей.